# SMS Hagen
O SMS Hagen foi um navio de defesa de costa operado pela Marinha Imperial Alemã e a sexta e última embarcação da Classe Siegfried depois do SMS Siegfried, SMS Beowulf, SMS Frithjof, SMS Heimdall e SMS Hildebrand. Sua construção começou no Estaleiro Imperial de Kiel em setembro de 1891 e foi lançado ao mar em outubro de 1893, sendo comissionado na frota alemã em outubro do ano seguinte. O Hagen teve uma carreira tranquila na Marinha Imperial durante o final do século XIX e início do século XX, passando por uma reforma entre 1898 e 1900. Ele foi designado para a VI Esquadra de Batalha em 1914 após o início da Primeira Guerra Mundial, porém foi desmobilizado no ano seguinte e usado como alojamento flutuante. Foi vendido como sucata em 1919 e desmontado.

## Características
O SMS Hagen tinha 79 metros de comprimento, uma boca de 14,9 metros e um calado máximo de 5,74 metros. Seu deslocamento era de 3,5 mil toneladas. Seu sistema de propulsão era formado por dois motores verticais de tripla expansão com três cilindros, alimentados por quatro caldeiras a carvão. Este arranjo maquinário permitia uma velocidade máxima de 14,8 nós (27,4 quilômetros por hora e um alance de aproximadamente 1 490 milhas náuticas (2 760 quilômetros) a dez nós (dezenove quilômetros por hora). Sua tripulação consistia em vinte oficiais e 256 marinheiros.
O navio era armado com uma bateria principal de três canhões K L/35 de 240 milímetro montados em três torres de artilharia. Duas ficavam localizadas lado a lado na proa, enquanto a terceira ficava na popa atrás da superestrutura. A embarcação carregava no total 204 projéteis de munição. O Hagen também era equipado com oito canhões SK L/30 em torres únicas. Também havia quatro tubos de torpedo de 350 milímetros, todos montados no convés: um na proa, um na popa e dois à meia-nau. Sua blindagem era composta por um cinturão que possuía 240 milímetros de espessura e um convés de trinta milímetros, enquanto a torre de comando tinha laterais de oitenta milímetros. Sua blindagem era feita com aço Krupp, mais eficiente que o aço composto instalado em outros membros da classe.

## História

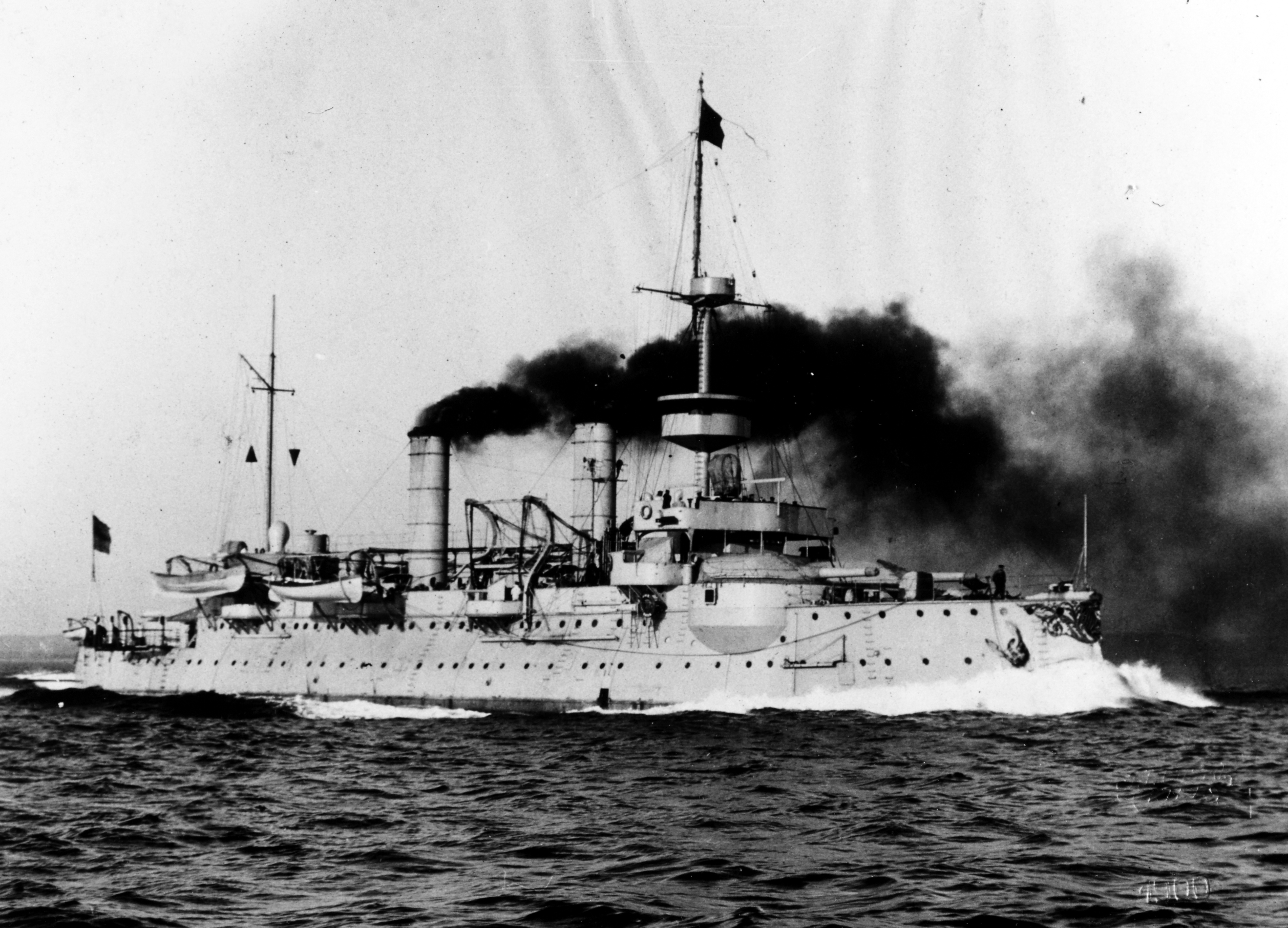
O Hagen após reformas.

O batimento de quilha do Hagen ocorreu em setembro de 1891 no Estaleiro Imperial de Kiel. Foi lançado ao mar em 23 de outubro de 1893 e finalizado em 2 de outubro do ano seguinte. Ele foi enviado para o Marrocos em julho de 1895 junto com o cruzador protegido SMS Kaiserin Augusta e as fragatas SMS Marie e SMS Stosch a fim de participarem de uma demonstração naval após o assassinato de dois cidadãos alemães. O governo da Alemanha tinha exigido 250 mil marcos de indenização, enviando uma esquadra naval para garantir o pagamento.
O Hagen serviu na frota depois de retornar para casa. Ele participou em 1897 nas manobras anuais de verão na IV Divisão, ao lado de seus irmãos SMS Heimdall e SMS Frithjof. Seus outros três irmãos foram designados para a III Esquadra. No ano seguinte foi passou por reformas no Estaleiro Imperial de Danzig. Seu comprimento foi aumentado para 86,13 metros, o que aumentou seu deslocamento para 4 247 toneladas. Suas antigas caldeiras foram substituídas por oito novos modelos Thornycroft, com uma segunda chaminé também sendo adicionada. Sua bateria secundária foi aumentada para dez canhões de 88 milímetros, enquanto os tubos de torpedo de 350 milímetros foram substituídos por tubos de 450 milímetros. Os trabalhos foram finalizados em 1900.
O navio voltou para o serviço em seguida e foi designado em 1903 para a III Esquadra junto com o Heimdall, SMS Beowulf e SMS Hildebrand. Ele permaneceu no serviço ativo até o início da Primeira Guerra Mundial em agosto de 1914, quando foi mobilizado junto com seus irmãos como parte da VI Esquadra de Batalha para defesa costeira. A VI Esquadra foi desfeita em 31 de agosto de 1915 e a tripulação do Hagen foi transferida para outras embarcações. Foi transformado em um alojamento flutuante em Libau, Danzig e Warnemünde. O navio foi removido da lista naval em 17 de junho de 1919 depois do final do conflito, sendo vendido pouco depois vendido para ser desmontado.